# Ratpenat frugívor de Boné
El ratpenat frugívor de Boné (Rousettus bidens) és una espècie de ratpenat de la família dels pteropòdids. És endèmic d'Indonèsia. El seu hàbitat natural són els boscos de plana, tot i que també viu en zones parcialment convertides a l'agricultura. Està amenaçada per la caça i la desforestació.